# Băng tần B
Băng B là dải tần số vô tuyến từ 250 MHz tới 500 MHz trong phổ điện từ. Băng này có bước sóng từ 1,2 m đến 0,6 m. Băng B nằm trong dải VHF/UHF của phổ vô tuyến.
Băng B giống với Băng P trong hệ thống phân loại của IEEE cũ.